# Nothing to Declare
Nothing to Declare ist ein Musikalbum von Paul Bley. Die am 16. Mai 2003 im Studio Sound on Sound in New York City entstandenen Aufnahmen erschienen am 27. April 2004 auf Justin Time Records.

## Hintergrund
Im ersten Jahrzehnt des 21. Jahrhunderts nahm der Pianist Paul Bley mit den Saxophonisten Keshavan Maslak, François Carrier und Yuri Honing, dem Gitarristen Andreas Willers, dem Bassisten Mario Pavone, der Sängerin Jeannette Lambert und dem Schlagzeuger Kresten Osgood auf. Er veröffentlichte außerdem mehrere Soloalben, neben Nothing to Declare (2004) Basics (2000), Solo in Mondsee (2001, veröffentlicht 2007) und About Time (2008). Später erschien Play Blue (Oslo Concert) (2014), das seinen Auftritt beim Oslo Jazz Festival 2008 dokumentierte.
Das Album besteht aus vier Sätzen; der erste, „Nothing to Declare“, entwickelt sich zu einer Ballade, in der man gewisse Akzente des Themas von „All the Things You Are“ finde, schrieb Géraldine Martin. Die zweite, markanteste Sequenz, „Break Down“, lässt einige Dissonanzen aufblühen. „Blue Waltz“ und „8th Avenue“, wo Fats Wallers „Black and Blue“ in bestimmten Momenten erklingt, machen deutlicher, dass der Blues Paul Bleys Musik durchdringt.

## Titelliste
- Paul Bley: Nothing to Declare (Justin Time Records JUST 199-2)[3]

1. Nothing To Declare 18:32
2. Breakdown 15:51
3. Blues Waltz 14:01
4. 8th Avenue 8:36

Die Kompositionen stammen von Paul Bley.

## Rezeption
Thom Jurek verlieh dem Album in AllMusic dreieinhalb von fünf Sternen und schrieb, Paul Bley sei zweifellos auf seinen Solo-Tourneen am erfolgreichsten. Es sei zwar nicht so, dass seiner Ensemblemusik irgendetwas fehlte; sie sei vielleicht sogar noch anspruchsvoller. Doch in seinen Solo-Arrangements lasse Bley den Zuhörer wirklich an seiner Klangwelt teilhaben, an seiner Art des lyrischen Denkens, seinen Konflikten, seinen Vorstellungen von Stille und ihrem Ort sowie an seinen Dialogen mit der Musik und deren Ausgang. In diesen langen Soli würde sich Bley nicht einfach entfalten; er schweife zwischen Ideen aus Liedern und der Musikgeschichte ab; er nähere sich Konzepten und Techniken mit der gleichen Tiefe wie seiner angeborenen pointillistischen Lyrik.

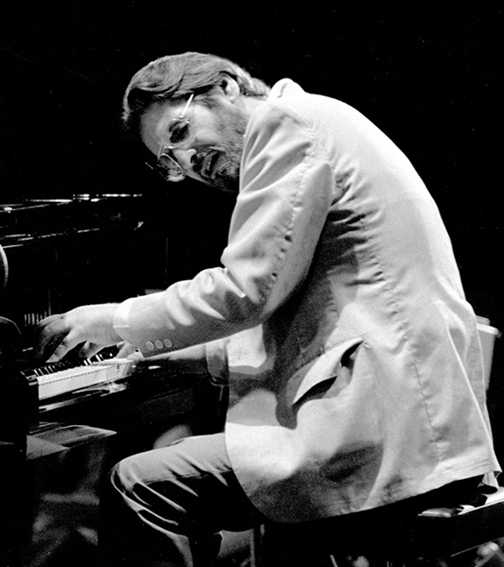
Bill Evans (1978)

Die vier langen Soloimprovisationen, die hier zu hören sind, zählen zu den besten Werken des Pianisten in seiner mittlerweile ein halbes Jahrhundert umfassenden Karriere, meinte Duck Baker (JazzTimes). Bley sei von vielen in der Szene schon immer unterschätzt worden, insbesondere von denen, die Bill Evans für das Nonplusultra des modernen Jazzpianos hielten. Bley und Evans würden einige schätzenswerte Eigenschaften teilen, wie die Bereitschaft, sich immer wieder an Orte zu begeben, die die Musiker ungeschützt lassen. Doch wer Evans’ Lyrik mag, sollte sich auch die bissigeren Töne Bleys anhören. Im Gegensatz zu Evans wirke er nie steif und sei ein weniger berechenbarer Improvisator. Beide seien harmonisch extrem fortgeschritten, doch Evans sei mehr darauf bedacht gewesen, durch den Aufbau von Akkorden abenteuerliche Harmonien zu extrapolieren, und ging weniger in die Polytonalität. Gerade in diesem letzten Bereich habe sich Bleys Ansatz deutlich weiterentwickelt.
Im Titelstück improvisiere Bley mit Jerome Kerns „All the Things You Are“ und lasse dessen Melodie dabei immer wieder in völlig andere Richtungen abdriften als die vorgegebene Progression. Laut Duck Baker sei es erstaunlich, an wie viele neue und wunderbare Orte er uns während dieser 18-minütigen Tour de Force entführe und wie spannend er die ganze Zeit über bleibe. Bleys Fans werden Nothing to Declare lieben, aber auch jeder, der gerne einen großartigen Improvisator in Aktion erlebt, sollte es hören.
Dieses Werk von Paul Bley demonstriere eine große Meisterschaft in der Solokunst und sei in mehrfacher Hinsicht faszinierend, wertete Géraldine Martin (Citizen Jazz). Diese Aufnahme würde eindeutig die Quintessenz von Paul Bleys Musik bieten: einen klaren Diskurs, eine raffinierte Lyrik, die keine Selbstgefälligkeit zulasse, eine stets zeitgemäße Dynamik in den harmonischen Eröffnungen, die Aufmerksamkeit auf die richtige Phrase, auf zurückhaltende Emotionen; und dann jene Genialität, die Schönheit eines Liedes zu vermitteln, tiefgründig, weil es zugleich zurückhaltend und dargeboten sei. Alles würde geschehen, als ob er den Blues sozusagen sublimiert hätte; trotz (oder wegen?) dieser vielfältigen und transversalen Brücken, die der kanadische Pianist so gekonnt zu nutzen wisse, sei der Blues-Impuls präsenter denn je. Seine Reife könnte vielleicht eine Rückkehr zu den Wurzeln bedeuten.
Im The Penguin Guide to Jazz Recordings von Richard Cook und Brian Morton erhielt Nothing to Declare vier Sterne.